# احمد نادعلیان

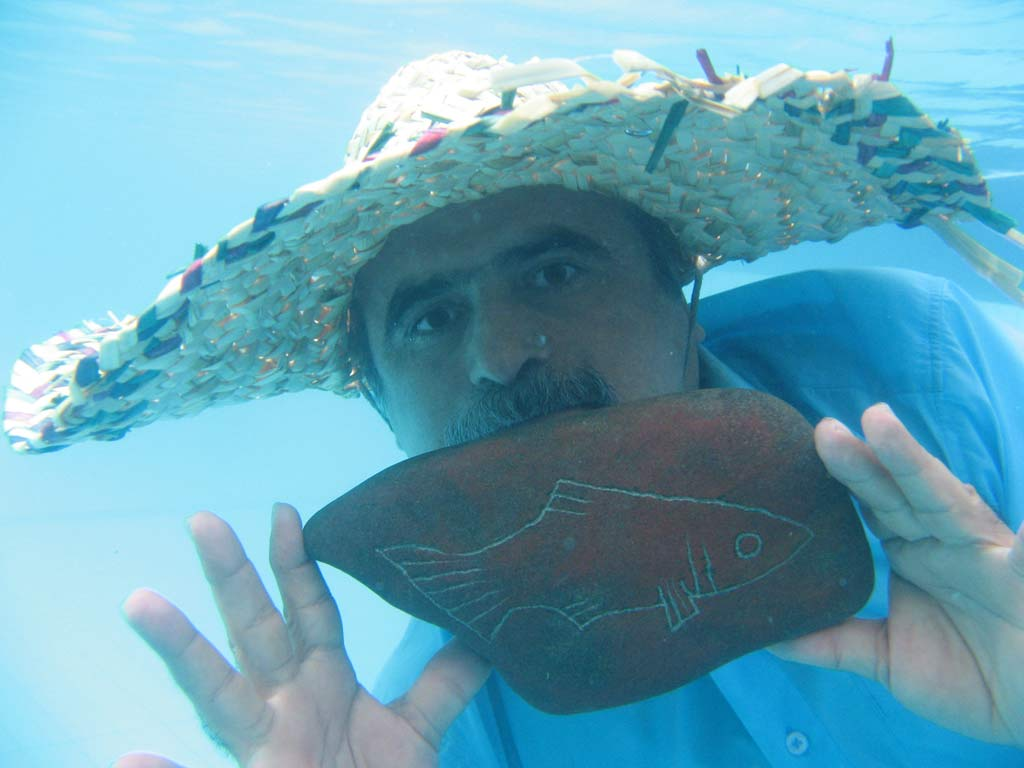

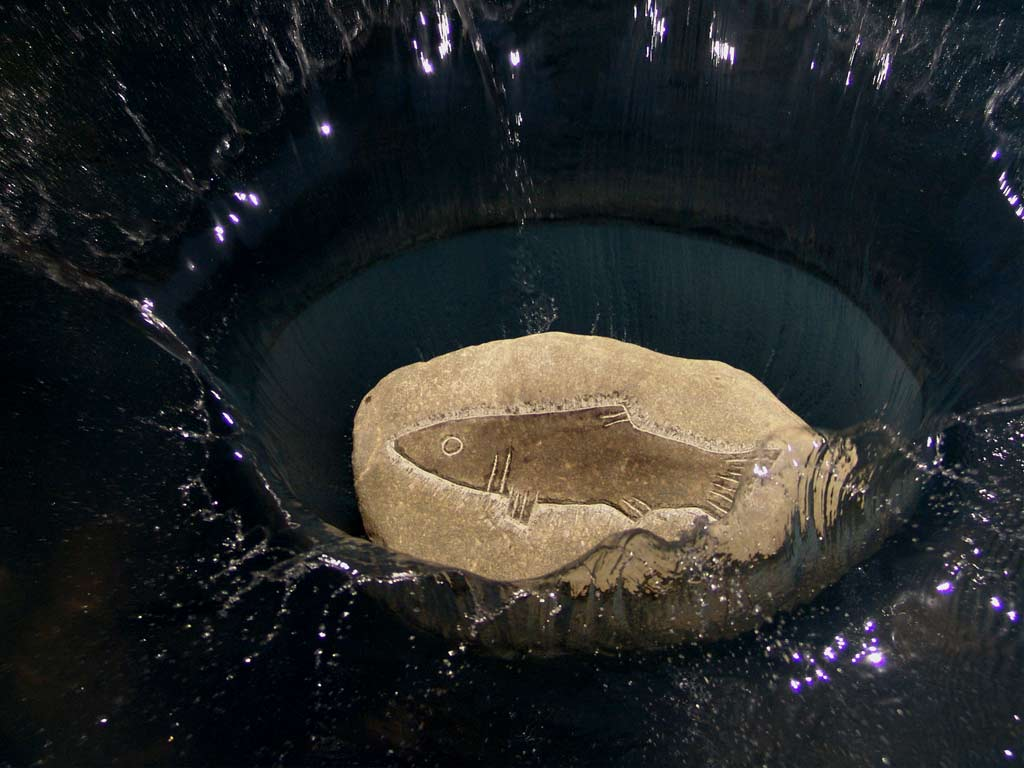
حیات دوباره احمد نادعلیان

احمد نادعلیان (زاده ۱۳۴۲ در مهدیشهر) هنرمندی در حوزهٔ هنرهای محیطی و زمینی ایرانی است. پیش از این بیشتر به‌خاطر کنده‌نگاری بر روی سنگ‌های رودخانه‌ها شناخته شده بود. اما در سال‌های اخیر بیشتر در حوزه هنر اجتماعی در جزایر هرمز و قشم فعالیت دارد و به جامعه محلی آموزش می‌دهد.
موزه دکتر احمد نادعلیان در جزیره هرمز، محلی است که آثار این هنرمند محیطی شناخته شده در عرصه‌های بین‌المللی در آنجا به نمایش درآمده اند.
فعالیت‌های هنری او شامل حجاری، چیدمان، کارهای چندرسانه‌ای و اینترنتی (نت‌آرت)، چیدمان ویدئویی، کارهای تعاملی و اخیراً ساخت آهندیس‌ها است. در اواخر بهار و تابستان بیشتر در طبیعت روستای پلور زندگی می‌کند و در فصل پاییز و زمستان در جزایر هرمز و قشم زندگی می‌کند. نادعلیان به کشورهای بسیاری دعوت شده است و در عرصه بین‌المللی هنر محیطی اجرا کرده است. آثار او در بیش از ۷۰ کشور دنیا پراکنده هستند. کارهای محیطی نادعلیان در طبیعت کشورهای فرانسه، آمریکا، ژاپن، ایتالیا، آلمان، اسپانیا، کره جنوبی، انگلستان، هلند، چین، سوئد، فنلاند، دانمارک، روسیه، بنگلادش، ترکیه، ازبکستان، تاجیکستان، لبنان، امارات متحده عربی، کویت، قطر، سوریه، آذربایجان، صربستان، آفریقای جنوبی، مجارستان، اسلواکی، اتریش، قبرس، گرجستان، مالزی، تانزانیا، جمهوری زنگبار، کنیا، هند، برزیل، آرژانتین، پاراگوئه، اکوادور، ارمنستان، استونی، لتونی، لیتوانی، لهستان، جمهوری چک، تایلند، پرتغال، مراکش، تونس… و کشورش ایران وجود دارند.
او در سال ۲۰۰۳ میلادی برای معرفی هنر معاصر ایران رهسپار سفر دوسالانه ونیز شد و هنر محیطی رودخانه‌ای را ارائه داد. در سال ۲۰۰۹ میلادی اثر مُهر استوانه‌ای و چاپ آن در خلیج فارس در تقویم دیواری هنر محیطی آمریکا به ثبت رسید. منتقدان بسیاری همچون ادوارد لوسی اسمیت، رابرت سی مورگان، جان کی گرانده، باربارا استیف، ادم کلایو، … آثار او را به عنوان تنها هنرمند ایرانی که به صورت حرفه‌ای در زمینه هنر محیطی در عرصه جهانی فعالیت می‌کند، در کتاب‌های معتبر هنر معاصر و مجلات تخصصی بین‌المللی معرفی کرده‌اند. او تاکنون در نمایشگاه‌های گروهی و انفرادی متعددی در ایران و دیگر کشورها از جمله انگلستان، لبنان، ژاپن، جمهوری آذربایجان، آلمان، فرانسه، ایتالیا، اسپانیا، آمریکا و ترکیه، آثار خود را به نمایش گذاشته است.

## زندگی‌نامه
نادعلیان در ۲ تیر سال ۱۳۴۲ در سنگسر متولد شد و فعالیت‌های هنری خود را از سال ۱۳۵۶ از سن ۱۴ سالگی با کشیدن طرح‌های طنزآمیز در مدرسه آغاز کرد. او در ابتدای کارهای هنری‌اش بیشتر در زمینه‌های بسیار متنوعی از جمله طراحی، نقاشی، کاریکاتور و عکاسی فعالیت داشته است.
نادعلیان بین سالهای ۱۳۶۳ تا ۱۳۶۸ به بسیاری از نقاط ایران سفر کرد که حاصل آن خلق چند هزار طراحی و تهیه بیش از ۱۲ هزار اسلاید بود. دو مجموعه از آن طراحی‌ها را در همان دوران دانشجویی به چاپ رساند و هم‌اکنون از برخی از آن اسلایدها در تدریس دروس نظری در دانشگاه‌ها بهره می‌گیرد. او پس از آن که در سال ۱۳۶۷ از دانشکده هنرهای زیبای دانشگاه تهران در رشته نقاشی فارغ‌التحصیل شد، در سال ۱۳۶۹ به فرانسه رفت و تا سال ۱۳۷۰ در مراکز فرهنگی فرانسه به مطالعه تاریخ هنر ایران و جهان پرداخت. او سپس در سال ۱۳۷۰ به انگلستان رفت و در سال ۱۳۷۵ موفق به کسب مدرک دکترای فلسفه هنر در زمینه تخصصی نقاشی و تزئینات دیواری از دانشگاه مرکزی انگلستان (UCE) شد. او در سال ۱۳۷۵ به ایران بازگشت و به تدریس در دانشکده‌های هنری پرداخت.
نادعلیان از سال ۱۳۷۵ تاکنون، بیشتر اوقات خود را در فصل‌های بهار و تابستان در ییلاقات عشایر ایل سنگسر در اطراف کوه دماوند به‌ویژه روستای پلور سپری می‌کند. او تدریجاً به کنده‌نگاری بر روی سنگ روی آورد و از ۱۳۷۶ سفرهای متعدد خود را به کشورهای گوناگون جهان آغاز کرد.
از سال ۱۳۸۵ تا کنون در فصل‌های پاییز و زمستان نادعلیان در جزایر هرمز و قشم زندگی می‌کند. در تمامی این سال‌ها او به زنان هرمز و قشم نقاشی آموزش داده است. موزه و نگارخانه دائمی دکتر احمد نادعلیان در جزیره هرمز، محلی است که آثار او و کارهای مشترکش با جامعه محلی در آنجا به نمایش درآمده اند. این مکان در محلهٔ قدیمی شهر هرمز واقع شده است. ابتدا در نوروز سال ۱۳۸۸ با نام هنرمند سرا راه اندازی شد. قبل از تبدیل شدن به هنرمند سرا و موزه پاتوق افراد بزهکار بوده است.
دکتر نادعلیان سابقه تدریس در دانشگاه‌های شاهد، دانشگاه تهران، هنر، الزهرا، سوره و آزاد را دارد. او هم‌اکنون در دانشگاه در مقطع کارشناسی ارشد و دکترا تدریس می‌کند. او تاکنون مدیریت و دبیری جشنواره‌هایی مانند جشنواره هنر محیطی ایران و جشنواره بین‌المللی مجسمه‌های شنی را به عهده داشته است.

## حرفه و آثار
او حجاری بر روی سنگ در طبیعت را از سال ۱۳۷۵ آغاز کرد و از سال ۱۳۷۶ تاکنون سفرهای بسیاری به بیش از ۷۰ کشور جهان داشته است. کارهای او موضوع‌های نمادین و الهام‌گرفته از اساطیر باستانی هستند که با تفسیر و شیوه‌ای نو ارائه می‌شوند. آثار او از جمله حجاری‌ها، خاک نقاشی‌ها، پیکره‌ها و مهره‌ها بیشتر در محیط طبیعی خلق و رها می‌شوند، و در برخی اوقات عکس‌ها و فیلم‌های آنها در نمایشگاه‌ها و نگارخانه‌ها به نمایش گذاشته می‌شوند. او همچنین بسیاری از حجاری‌هایش را در گوشه و کنار جهان دفن کرده و نقشه‌ای برای آنها در وبگاه‌اش فراهم می‌کند. آثار دفن شده بیشتر دارای نقوش ماهی، جانوران و اثر رد پا یا دست انسان هستند.
مهم‌ترین ویژگی آثار او در حجاری سنگ‌های طبیعت، به گفته خودش، اصل همسویی و غلبه نکردن بر طبیعت، دگرگون نکردن ماهیت و حفظ بافت و کلیت سنگ است که سادگی و رازآلودگی حجاری‌ها را به همراه دارد. بیشتر طرح‌هایی که او بر روی سنگ‌های صیقلی رودخانه حجاری می‌کند، طرح نمادین ماهی است. نادعلیان همچنین در زمینه هنر زمینی، با به‌کارگیری خاک‌های رنگی طبیعی، به طراحی چهره و دست انسان بر بستر سواحل می‌پردازد.
مجتبی میرطهماسب مستندساز ایرانی، فیلم مستند «رودخانه هنوز ماهی دارد» را با موضوع فعالیت‌های هنری و زیست‌محیطی نادعلیان ساخته است. این فیلم روایتگر تلاش این استاد دانشگاه برای جلب توجه به محیط زیست از طریق حجاری بر روی سنگ‌ها در حاشیه رودخانه‌ها است.
جزیره رنگین فیلمی به کارگردانی و تهیه‌کنندگی خسرو سینایی در سال ۱۳۹۳ می‌باشد. فیلمنامه با اقتباس آزاد از زندگی احمد نادعلیان نوشته شده و بهانه‌ای ست برای آنکه بتوان گوشه‌ای از جذابیت‌های جزیرهٔ هرمز را در سینمای ایران ثبت کند. در این فیلم به استثنای مهدی احمدی، بازیگران بومی جزیرهٔ هرمز به ایفای نقش پرداختند. این فیلم در تاریخ ۶ دی ۱۳۹۴ در سینماهای ایران اکران شده است.

## جایزه‌ها و افتخارات
- ۲۰۰۲: اعطای نشان نت‌آرت (هنر شبکه و اینترنتی)
- ۲۰۰۵: جایزه بزرگ و سیمرغ طلایی دوسالانه تاشکند
- ۲۰۰۶: انتخاب به عنوان یکی از هنرمندان محیطی سال در آمریکا[۶]
- ۲۰۰۹: انتخاب به عنوان هنرمند برگزیده موزه سبز آمریکا[۷]